# خالد يوسف عزير
خالد يوسف عزير (مواليد 21 أبريل 1993) لاعب كرة قدم إماراتي يجيد اللعب في الهجوم.
لعب لأندية الشباب ودبا الفجيرة و العروبة .

## روابط خارجية
- خالد يوسف عزير على موقع Soccerway.com (الإنجليزية)